# Béatrice Appia
Pour les articles homonymes, voir Appia.
Béatrice Appia est une artiste peintre française d'origine suisse. Elle est née le 3 décembre 1899 à Genève et est morte à Versailles le 30 septembre 1998.

## Biographie
Béatrice Appia naît en 1899 à Eaux-Vives, un quartier de Genève, cadette d'une famille de six enfants. Son père, Paul Henry Appia, est pasteur de l'Église réformée. Elle est la petite-nièce de Louis Appia, un des cofondateurs de la Croix-Rouge.
Son père meurt en 1901 et sa mère est obligée de pourvoir à l'entretien plus qu'à l'éducation de ses six enfants, en se consacrant à la peinture d'art d'inspiration religieuse pour la vendre ensuite.
Elle crée sa première aquarelle en 1910 au cours d'un voyage en famille en Angleterre. Elle peint son premier autoportrait à Genève en 1914 . Elle en fera une quarantaine jusqu'à la fin de sa vie.
En 1918, elle termine sa scolarité par un « Brevet supérieur ». Sa mère l'envoie alors chez un oncle en France. Ce dernier lui trouve un travail comme jeune fille au pair dans une famille en Hollande. Quelques mois après, supportant mal l'autorité de cette famille, elle se fait inscrire à l'École des Beaux-Arts de La Haye par une dame aquarelliste. Ses peintures la font entrer dans la période naïve.
En 1920, elle est reconnue douée par son école pour le dessin et la peinture, elle revient en France et s'inscrit à l'Académie de la Grande Chaumière, dans le quartier du Montparnasse à Paris. En 1922, elle fait successivement la connaissance des peintres Eugène Dabit, Christian Caillard, Georges-André Klein. Ses peintures sont d'un style académique.
En 1923 elle fait la connaissance d'un autre camarade peintre de Caillard, Maurice Loutreuil. Le « groupe du Pré Saint-Gervais », dont Maurice Loutreuil est le chef de file et dont font partie Christian Caillard, Eugène Dabit, Béatrice Appia et Pinchus Krémègne, s'est donné pour règle de s'instruire de tout ce qui concerne la peinture d'art comprenant les auteurs connus, et leurs œuvres et de s'essayer à imiter leurs styles de peinture sans toutefois les copier. Quelques-unes des peintures de Béatrice Appia imitent le style de Loutreuil. Elle est naturalisée française.
Elle épouse Eugène Dabit à Paris en 1924.
Maurice Loutreuil meurt des suites d'une maladie en 1925. Caillard hérite alors des œuvres de ce dernier et invitera plusieurs fois, dans l'année et jusqu'en 1927, Béatrice et son mari à venir peindre dans la cabane atelier du défunt. Béatrice fait une première exposition de ses peintures dans la galerie d'art d'un grand magasin à Paris où elle reçoit des critiques élogieuses.
Béatrice expose en avril 1926 à la galerie Champigny à Paris.
En 1927, elle et son mari s'installent en tant que locataires dans leur pavillon atelier fraîchement construit au no 7 de la rue Paul-de-Kock, à Paris. Béatrice en tire de nombreuses peintures de style réaliste. En 1928, de retour en France avec son mari d'un grand voyage à caractère artistique au Maroc, Béatrice voit ce dernier se convertir dans la littérature.
En 1929 a lieu de dernier grand voyage en campagnes de peinture au Maroc où le couple Dabit séjourne chez Christian Caillard à Marrakech.
En 1936, Eugène Dabit est invité par André Gide à participer à un grand voyage à caractère littéraire. Il part de Londres en bateau avec quelques amis pour l'URSS. À Paris, Béatrice apprend avec stupeur le décès de son mari, survenu inopinément à Sébastopol le 25 août par suite d'une courte maladie d'origine inconnue. Béatrice s'achète une mansarde atelier dans le IXe et quitte à regret son pavillon atelier de la rue Paul de Kock.
En 1937, elle fait un premier voyage en Afrique, en campagnes de peinture en Casamance.  En 1938, à Conakry, elle  fait la connaissance de Louis Blacher, gouverneur de Guinée. Elle l'épouse en octobre.  Formée par un ethnologue, elle fait connaissance des us et coutumes de diverses populations indigènes rencontrées au cours de ses périples. Elle rapporte ainsi plus d'une centaine de précieux dessins d'enfants écoliers de tous âges ainsi que des peintures et des photographies de personnages, de manifestations et de fêtes dont elle fera don plus tard au musée de l'Homme à Paris.
En juin 1939, enceinte, elle revient avec son mari à Paris. Le 8 août, Béatrice accouche à Paris d'un petit garçon prénommé Yves puis Eugène en souvenir de feu son premier mari. En septembre elle retourne en Afrique avec son bébé rejoindre son époux en poste à Conakry. Elle fait plusieurs campagnes de peinture en Guinée.
En 1940, à la suite du limogeage de Louis Blacher de son poste de gouverneur, la famille se retire à Dakar. Béatrice y fait plusieurs campagnes de peinture. En octobre, la famille prend l'avion à Saint-Louis du Sénégal pour Pau.
En 1941, avec son fils et son mari, elle arrive le 8 janvier à Paris. La famille habite alors dans le VIIe arrondissement.
En 1950, elle s'inscrit aux cours d'André Lhote pour apprendre à utiliser le cubisme en peinture. Par la suite elle fera plusieurs tableaux dans ce style sans vraiment abandonner le réalisme. Elle s'inscrit également à l'Académie Jullian pour apprendre la gravure au burin sur métal durant huit années. Elle partagera ainsi ce travail avec la peinture jusqu'en 1983.
En 1959, Béatrice et sa famille emménagent pour la seconde fois dans le pavillon-atelier de la rue Paul-de-Kock qu'elle avait occupé autrefois avec Dabit. Son mari meurt en 1960, des suites d'une longue maladie.
En 1986, Béatrice Appia est faite chevalier des Arts et des Lettres pour l'ensemble de son œuvre.
En raison de son grand âge, elle voit moins bien et cesse de peindre en 1993. En 1998, devenue dépendante, elle est transférée de sa maison rue Paul-de-Kock vers une maison de retraite à Versailles où elle meurt paisiblement le 30 septembre dans sa 99e année. Son fils unique devient alors l'héritier de ses œuvres et de celles de son premier mari (Eugène Dabit).
En 1999, selon ses  volontés, ses cendres sont dispersées dans la nature, quelque part sur une montagne d'Italie et sur la terre de ses ancêtres, qu'elle a toujours aimée.

## Œuvres
- Dessins : paysages, bandes dessinées colorées à l'aquarelle sur divers thèmes (Histoire de France, faits divers de famille, etc.)
- Peintures, surtout à l'huile : natures mortes, portraits, nus, paysages, imaginaires[Quoi ?] et scènes bibliques. L'une de ses peintures : Le montreur de masques a fait l'objet d'une tapisserie exécutée dans les ateliers Méliande.
- Gravures.
- Œuvres écrites :
  - Livres pour enfants : Conte de la marguerite [3], Histoire de Perlette, goutte d'eau (Marie Colmont), Histoire d'un petit âne qui avait les oreilles trop courtes, Contes de la forêt vierge, Ouyara, chien esquimau et de nombreux autres contes pour adultes dont Les trois corbeaux[4].
  - Pour la radio anglaise, elle a écrit : Un conte de Noël.
  - Rapports ethnographiques de ses voyages en Afrique.
  - Terres primitives, roman tiré de ses voyages en Afrique (Éd. Colbert 1946).
- Illustrations : Le grand vent, textes et poèmes d'Irène Champigny.